# James Stopford (8. hrabia Courtown)
James Montagu Burgoyne Stopford OBE (ur. 24 listopada 1908, zm. 23 lipca 1975), brytyjski arystokrata i wojskowy, najstarszy syn Jamesa Stopforda, 7. hrabiego Courtown, i Cicely Birch, córki Johna Bircha.
Wykształcenie odebrał w Eton College. Walczył podczas II wojny światowej. Dowodził tam sekcją filmu i fotografii 2 Armii. W 1945 r. został odznaczony Orderem Imperium Brytyjskiego. Otrzymał również Territorial Decoration. W latach 1947–1951 był podpułkownikiem London Irish Rifles. W 1950 r. został oficerem Orderu Imperium Brytyjskiego. W 1951 r. został awansowany na pułkownika i mianowany zastępcą Lorda Namiestnika Londynu. Po śmierci ojca w 1957 r. odziedziczył tytuł hrabiego Courtown i zasiadł w Izbie Lordów.
1 sierpnia 1934 r. poślubił Christinę Margaret Cameron (ur. 10 listopada 1913), córkę admirała Johna Ewena Camerona and Marion Granger, córki Williama Grangera. Małżeństwo to zakończyło się rozwodem w 1946 r. James i Christina mieli razem dwie córki:
- Mary Christina (ur. 19 września 1936), Lord Namiestnik Kornwalii, żona Geoffreya Holborowa OBE, ma dzieci
- Elizabeth Cameron Stopford (ur. 10 kwietnia 1939), odznaczona Orderem Imperium Brytyjskiego, żona Alana Godsala, ma dzieci

23 lutego 1951 r. poślubił Patricię Winthrop (zm. 30 marca 2001), córkę Harry'ego Winthropa. James i Patricia mieli razem dwóch synów i córkę:
- Felicity Aileen Ann Stopford (ur. 17 grudnia 1951), żona Leslie Archera-Davisa, Johna McIndoe i Terry'ego Rosenquista, ma dzieci z drugiego małżeństwa
- James Patrick Montagu Burgoyne Winthrop Stopford (ur. 19 marca 1954), 9. hrabia Courtown
- Jeremy Neville Stopford (ur. 22 czerwca 1958), porucznik Królewskiego Orderu Wiktorii, ożenił się z Bronwen Milner, ma dzieci

Lord Stopford zmarł w 1975 r. Jego następcą został jego najstarszy syn.